# Tondanichthys kottelati
Tondanichthys kottelati là một loài cá thuộc họ Hemiramphidae. Nó là loài đặc hữu của Indonesia.